# A Lista (filme)
A Lista é um  telefilme brasileiro de 2025, do gênero comédia dramática, dirigido por José Alvarenga e roteirizado por Gustavo Pinheiro e Marcelo Saback. Produzido pelos Estúdios Globo em parceria com o Globoplay em 2024, o filme foi exibido pela primeira vez em 17 de fevereiro de 2025, na Tela Quente pelo sinal nacional da TV Globo.
Baseada na peça de teatro homônima de Gustavo Pinheiro e Guilherme Piva, o filme estrelado por Lilia Cabral e Giulia Bertolli ainda conta com Tony Ramos, Letícia Colin, Zezeh Barbosa, Tony Tornado, Reginaldo Faria, Rosamaria Murtinho, Cláudio Gabriel e Betty Faria no elenco principal.

## Sinopse
Laurita é uma professora aposentada que, por conta de circunstâncias inesperadas, precisa se aproximar de sua vizinha, a jovem cantora lírica Amanda. O encontro entre as duas provoca um turbilhão de emoções, repleto de lembranças e descobertas que transformarão suas vidas para sempre.

## Elenco
- Lilia Cabral como Laurita
- Tony Ramos como Antero
- Giulia Bertolli como Amanda
- Letícia Colin como Carolina
- Rosamaria Murtinho como Iracema
- Zezeh Barbosa como Dirce Maria
- Betty Faria como Nilcedes
- Bia Montez como Selma
- Claudio Gabriel como Afonso
- Tony Tornado como Osnir
- Reginaldo Faria como Elvilásio
- Anselmo Vasconcellos como Auricélio
- Guida Vianna como Moema
- Guilherme Piva como Baghavad Mukundananda
- Betty Faria como Nilcedes
- Eber Inácio como Elias
- Vitor Britto Auricélio Júnior
- Gabi Capanema como Laurita (jovem)